# Reza Khelili Dylami
Reza Khelili Dylami (persiska: رضا خلیلی دیلمی), född 23 augusti 1967 i Iran, är en svensk politiker (moderat). Han var riksdagsledamot 2006–2010 (statsrådsersättare 2006–2008, därefter ordinarie ledamot till 2010), invald för Stockholms kommuns valkrets.
I riksdagen var han suppleant i arbetsmarknadsutskottet 2006–2010.
Han har också varit ordförande i  Skandinavisk-iranska handelskammaren.